# 杜先生
《杜先生》是1982年街機平台迷宮遊戲，由日本Universal Entertainment公司開發。

## 評價
據《遊戲機械》統計，《杜先生》是日本1982年第十大創收街機遊戲。
《電腦與電子遊戲》杂志给予街机版遊戲正面评价，称它汲取《Dig Dug》的精華並更上一層樓。